# Leonardo Costa
Leonardo Costa (ur. styczeń 2008 w Monachium) – niemiecki szachista, mistrz FIDE od 2021.

## Kariera szachowa
Zaczął grać w szachy w wieku 4 lat i 6 miesięcy. W wieku 6 lat grał w klubie SK Munich Southeast. W czerwcu 2017 został mistrzem Niemiec do lat 10, w czerwcu 2019 został wicemistrzem Niemiec do lat 12, a w sierpniu 2021 został mistrzem Niemiec do lat 14. We wrześniu 2021 otrzymał tytuł mistrza FIDE. Zwyciężył w 93. mistrzostwach Niemiec w szachach w Magdeburgu w 2022. Na mistrzostwach świata juniorów do lat 14 w 2022 roku zajął 15. miejsce.
Najwyższy ranking w dotychczasowej karierze osiągnął 1 grudnia 2021, z wynikiem 2493 punktów.